# La Chapelle-Palluau
Pour les articles homonymes, voir La Chapelle.
La Chapelle-Palluau est une commune française située dans le département de la Vendée, en région Pays de la Loire.

## Géographie
Le territoire municipal de La Chapelle-Palluau s'étend sur 1 295 hectares. L'altitude moyenne de la commune est de 40 mètres, avec des niveaux fluctuant entre 11 et 64 mètres,.
| Saint-Paul-Mont-Penit |                     | Palluau          |
| Maché                 | La Chapelle-Palluau | Le Poiré-sur-Vie |
|                       | Aizenay             |                  |

### Communes voisines
- Palluau
- Saint-Paul-Mont-Penit
- Aizenay
- Grand'Landes
- Saint-Étienne-du-Bois
- Maché
- Beaufou
- Legé

### Climat
Pour des articles plus généraux, voir Climat des Pays de la Loire et Climat de la Vendée.
En 2010, le climat de la commune est de type climat océanique franc, selon une étude du CNRS s'appuyant sur une série de données couvrant la période 1971-2000. En 2020, Météo-France publie une typologie des climats de la France métropolitaine dans laquelle la commune est exposée à un climat océanique et est dans la région climatique  Bretagne orientale et méridionale, Pays nantais, Vendée, caractérisée par une faible pluviométrie en été et une bonne insolation.
Pour la période 1971-2000, la température annuelle moyenne est de 12,3 °C, avec une amplitude thermique annuelle de 13,6 °C. Le cumul annuel moyen de précipitations est de 832 mm, avec 12,4 jours de précipitations en janvier et 6,3 jours en juillet. Pour la période 1991-2020, la température moyenne annuelle observée sur la station météorologique de Météo-France la plus proche, sur la commune de Palluau à 3 km à vol d'oiseau, est de 12,6 °C et le cumul annuel moyen de précipitations est de 928,6 mm,. Pour l'avenir, les paramètres climatiques de la commune estimés pour 2050 selon différents scénarios d'émission de gaz à effet de serre sont consultables sur un site dédié publié par Météo-France en novembre 2022.

## Urbanisme

### Typologie
Au 1er janvier 2024, La Chapelle-Palluau est catégorisée commune rurale à habitat dispersé, selon la nouvelle grille communale de densité à sept niveaux définie par l'Insee en 2022.
Elle est située hors unité urbaine. Par ailleurs la commune fait partie de l'aire d'attraction de La Roche-sur-Yon, dont elle est une commune de la couronne,. Cette aire, qui regroupe 45 communes, est catégorisée dans les aires de 50 000 à moins de 200 000 habitants,.

### Occupation des sols
L'occupation des sols de la commune, telle qu'elle ressort de la base de données européenne d’occupation biophysique des sols Corine Land Cover (CLC), est marquée par l'importance des territoires agricoles (93,5 % en 2018), en diminution par rapport à 1990 (96,5 %). La répartition détaillée en 2018 est la suivante : 
terres arables (59,9 %), prairies (18,2 %), zones agricoles hétérogènes (15,4 %), zones urbanisées (6,3 %), eaux continentales (0,2 %). L'évolution de l’occupation des sols de la commune et de ses infrastructures peut être observée sur les différentes représentations cartographiques du territoire : la carte de Cassini (XVIIIe siècle), la carte d'état-major (1820-1866) et les cartes ou photos aériennes de l'IGN pour la période actuelle (1950 à aujourd'hui).

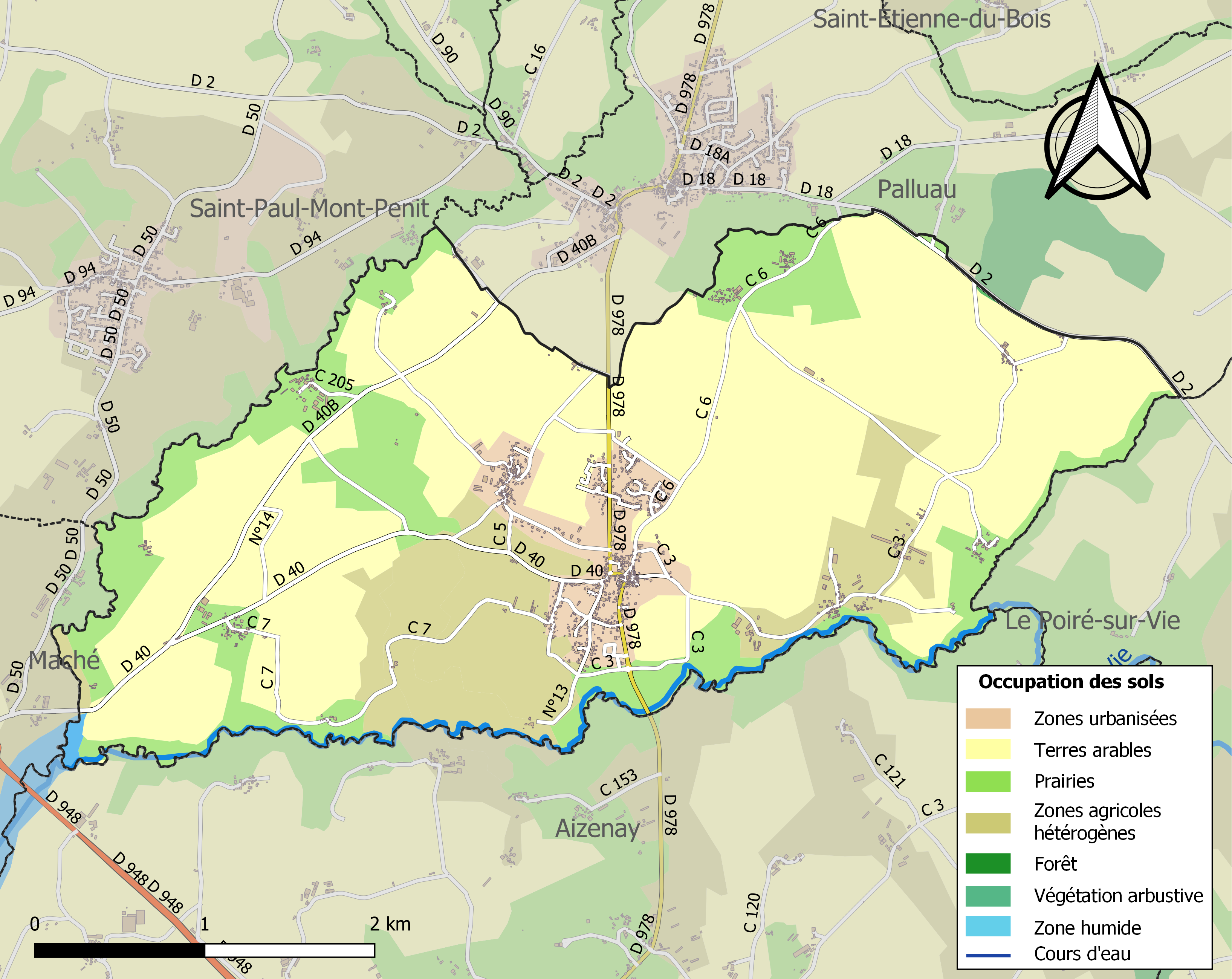
Carte des infrastructures et de l'occupation des sols de la commune en 2018 (CLC).

## Toponymie
En poitevin, la commune est appelée La Chapéle-Palea.

## Histoire
La Chapelle-Palluau est rattachée à Aizenay du 1er septembre 1972 au 31 mai 1979.

## Politique et administration

### Liste des maires
| Période                                  | Période              | Identité                   | Étiquette | Qualité |
| ---------------------------------------- | -------------------- | -------------------------- | --------- | --- |
| Les données manquantes sont à compléter. |                      |                            |           | |
| 1904[réf. nécessaire]                    | octobre 1934 (décès) | Arsène Mignen (1841-1934)  |           | Retraité |
| Les données manquantes sont à compléter. |                      |                            |           | |
| mai 1945                                 | mars 1971            | Pierre Roy                 | RI        | Minotier Sénateur de la Vendée (1963 → 1968) Conseiller général de Palluau (1952 → 1970)                           |
| mars 1971                                | 1972                 | Henri Rigalleau            |           | Menuisier charpentier Maire délégué (1972 → 1977)                                                                  |
|                                          |                      |                            |           | |
| juin 1979                                | mars 1989            | Marcel Ponthoreau          |           | Maire délégué (1977 → 1979)                                                                                        |
| mars 1989                                | mars 2001            | Jacqueline Roy (1946-2017) | DVD       | Chauffeur-livreur Conseillère générale de Palluau (2001 → 2015)                                                    |
| mars 2001                                | 28 mars 2014         | Éliane Rousseau,           |           | Retraitée de l'enseignement                                                                                        |
| 28 mars 2014                             | En cours             | Xavier Prouteau            |           | Responsable d’exploitation logistique 9e vice-président de la CC de Vie-et-Boulogne Réélu pour le mandat 2020-2026 |

## Population et société

### Démographie

#### Évolution démographique
L'évolution du nombre d'habitants est connue à travers les recensements de la population effectués dans la commune depuis 1793. Pour les communes de moins de 10 000 habitants, une enquête de recensement portant sur toute la population est réalisée tous les cinq ans, les populations de référence des années intermédiaires étant quant à elles estimées par interpolation ou extrapolation. Pour la commune, le premier recensement exhaustif entrant dans le cadre du nouveau dispositif a été réalisé en 2006.

En 2022, la commune comptait 1 108 habitants, en évolution de +16,39 % par rapport à 2016 (Vendée : +5,33 %, France hors Mayotte : +2,11 %).
| 1793  | 1800  | 1806 | 1821  | 1831  | 1836  | 1841  | 1846  | 1851  |
| ----- | ----- | ---- | ----- | ----- | ----- | ----- | ----- | ----- |
| 1 000 | 1 075 | 944  | 1 085 | 1 105 | 1 062 | 1 033 | 1 050 | 1 068 |

| 1856  | 1861  | 1866  | 1872  | 1876 | 1881 | 1886 | 1891 | 1896 |
| ----- | ----- | ----- | ----- | ---- | ---- | ---- | ---- | ---- |
| 1 052 | 1 046 | 1 054 | 1 032 | 991  | 986  | 965  | 960  | 945  |

| 1901 | 1906 | 1911 | 1921 | 1926 | 1931 | 1936 | 1946 | 1954 |
| ---- | ---- | ---- | ---- | ---- | ---- | ---- | ---- | ---- |
| 939  | 972  | 929  | 840  | 811  | 777  | 759  | 723  | 726  |

| 1962 | 1968 | 1982 | 1990 | 1999 | 2006 | 2011 | 2016 | 2021  |
| ---- | ---- | ---- | ---- | ---- | ---- | ---- | ---- | ----- |
| 719  | 684  | 618  | 647  | 686  | 826  | 931  | 952  | 1 050 |

| 2022  | - | - | - | - | - | - | - | - |
| ----- | - | - | - | - | - | - | - | - |
| 1 108 | - | - | - | - | - | - | - | - |

#### Pyramide des âges
En 2018, le taux de personnes d'un âge inférieur à 30 ans s'élève à 36,4 %, soit au-dessus de la moyenne départementale (31,6 %). À l'inverse, le taux de personnes d'âge supérieur à 60 ans est de 22,0 % la même année, alors qu'il est de 31,0 % au niveau départemental.
En 2018, la commune comptait 464 hommes pour 481 femmes, soit un taux de 50,90 % de femmes, légèrement inférieur au taux départemental (51,16 %).
Les pyramides des âges de la commune et du département s'établissent comme suit.
| Hommes | Classe d’âge | Femmes |
| ------ | ------------ | ------ |
| 0,0    | 90 ou +      | 0,4    |
| 6,0    | 75-89 ans    | 7,3    |
| 15,2   | 60-74 ans    | 14,9   |
| 19,8   | 45-59 ans    | 19,7   |
| 23,4   | 30-44 ans    | 20,3   |
| 14,9   | 15-29 ans    | 14,6   |
| 20,8   | 0-14 ans     | 22,7   |

| Hommes | Classe d’âge | Femmes |
| ------ | ------------ | ------ |
| 0,8    | 90 ou +      | 2,2    |
| 8,7    | 75-89 ans    | 11,1   |
| 20,3   | 60-74 ans    | 21,3   |
| 20     | 45-59 ans    | 19,4   |
| 17,5   | 30-44 ans    | 16,8   |
| 15     | 15-29 ans    | 13,2   |
| 17,7   | 0-14 ans     | 16,1   |

## Lieux et monuments
- Église Saint-Pierre.

### Chapelle Notre-Dame-de-la-Miséricorde
La chapelle de Notre Dame de la Miséricorde, située à l'entrée sud du bourg de la Chapelle Palluau, trouve son origine au XVIIIe siècle, à la suite d'un prodige survenu à proximité.

Quelque temps avant l'année 1718, une bergère du nom de Féniotte, habituée à garder ses moutons dans les prés qui surplombent la Vie, souffrait d'un mal inexorable, un cancer, qui lui rongeait le sein. Les rebouteux l'avaient prévenue que lorsqu'il saignerait, cela annoncerait sa fin. N'ayant plus foi en les remèdes des hommes, Féniotte mît sa confiance dans la miséricorde de sa Mère du ciel, et suppliait Marie de la guérir. Un jour, alors qu'elle menait ses moutons, dans le chemin creux en face de l'actuel cimetière, elle s'aperçut que son mal se mit à saigner en abondance. La pauvre pensait son heure arrivée. Elle se tourna alors vers sa mère céleste et une ardente prière jaillit de nouveau de son cœur, pour implorer sa guérison. Soudain, en levant les yeux, elle est éblouie par l'apparition d'une belle dame : la Vierge Marie. Celle-ci accueille sa prière et la guérit de son mal.
Émerveillés par ce prodige, les habitants de la Chapelle-Palluau décident de construire une chapelle pour perpétuer le souvenir de ce miracle. Au cours des années qui suivirent, les prêtres qui desservent la paroisse : les pères Caillon, Lambert, Buchet et Jacques Michel-Girard œuvrent au recueil des dons. Parmi les principaux légataires testamentaires on compte : René Fillatre de la Blanchère, Etienne Marchais, Louis Renard et Jean Fillatre de la Blanchère. C'est entre 1755 et 1765 que sont recueillis les principaux dons. En 1762, le curé Girard entreprend les travaux de construction de la chapelle dite des Ormeaux ou du Calvaire, dédiée à Notre Dame de la Miséricorde. Les travaux s'achèveront en 1763. Deux pierres gravées en latin, insérées dans les murs extérieurs du chevet de l'édifice , sont toujours visibles et datent de cette époque :
- la première invite à la prière : Si le nom de Marie en ton cœur est gravé, passant ne manque pas de lui dire un Ave. Mai 1762
- la seconde, du côté du calvaire, lieu sur lequel existait déjà à l'époque un édifice équivalent datant probablement du passage du père de Montfort dans la région en 1704, l'inscription invite à respecter la croix : Respecte près d'ici l'instrument des bourreaux, où pour toi Jésus Christ a souffert tant de maux. Mai 1762

Deux cloches de la chapelle de Notre Dame de la Miséricorde sont baptisées respectivement les 17 juin 1764 et 26 mai 1765.
En 1793 et 1794, le bourg de la Chapelle-Palluau est traversé à plusieurs reprises par les armées révolutionnaires qui détruisent la chapelle. Après la révolution, le curé de la Chapelle-Palluau, le père Fumoleau, de retour d'exil en Espagne, n'a qu'une idée en tête : reconstruire la chapelle des ormeaux ; il entreprendra tout d'abord la réédification du calvaire en 1818. Ce n'est qu'en 1824, peu de temps après sa mort, que sous l'impulsion de sa sœur Marie Fumoleau, les travaux de la chapelle commencent. Sur l'emplacement de l'édifice originel sera élevé le bâtiment que nous connaissons aujourd'hui. À l'intérieur, le tableau provenant de la chapelle d'origine, représentant le prodige de Féniotte, fut replacé au-dessus de l'autel.
Probablement du fait de son état, il fut remplacé au cours du XIXe siècle et l'ensemble du chœur réaménagé. Aujourd'hui, une niche abrite une statue de la vierge, signée du sculpteur Dinelli. En 1873, Joseph Martineau de Douin commande deux tableaux à M. Serenne, peintre nantais, lesquels sont positionnés de part et d'autre de l'autel au-dessus des portes de la sacristie. Ils représentent deux scènes de l'histoire de Féniotte :
- la bergère s'apercevant que le sang coule de sa poitrine et la vierge apparaît lui annonçant sa guérison ;
- Féniotte à genoux devant la statue de la vierge, la remerciant du prodige dont elle fut l'heureuse bénéficiaire.

En 1874, pendant les travaux de reconstruction de l'église paroissiale, la chapelle du calvaire devint momentanément le lieu de culte du village. La chapelle de Notre Dame de la miséricorde est depuis sa création un lieu de pèlerinage où les fidèles se rassemblent le jour de la nativité de la vierge, le 8 septembre. Aujourd'hui ce pèlerinage a lieu tous les ans le 3e dimanche d'août.

## Personnalités liées à la commune
- Monseigneur Pierre-Alexandre Coupperie (1770-1831), évêque de Bagdad.
- Monseigneur René-Pierre Mignen (1875-1939), évêque de Montpellier et archevêque de Rennes, Dol et Saint-Malo.